# Carina Maria Schlebusch
Carina Maria Schlebusch és una biòloga evolutiva de la Universitat d'Uppsala, a Suècia, especialitzada en la història de la població a l'Àfrica. El 2017 va ser la coautora d'un article que suggeria que els humans moderns haurien aparegut fa més de 300.000 anys.